# Controversia de los Tres Capítulos
La Controversia de los Tres Capítulos, una fase de la controversia  calcedoniana, fue un intento de reconciliar a los  no calcedonianos de las iglesias siria y egipcia con la católica, tras el fracaso del Henotikon. Los tres capítulos (τρία κεφάλαια, tría kephálaia) que el emperador Justiniano I anatematizó fueron: 
1. La persona y los escritos de Teodoro de Mopsuestia
2. Ciertos escritos de Teodoreto de Ciro
3. La carta de Ibas de Edesa a Maris

## Antecedentes
En una etapa muy temprana de la controversia, se llegó a hablar de los propios escritos incriminados como los Tres Capítulos. En consecuencia, aquellos que se negaban a anatematizar estos escritos se decía que defendían los Tres Capítulos, y se les acusaba de profesar el nestorianismo; y, viceversa, aquellos que los anatematizaban, se decía que condenaban los Tres Capítulos como herética.
A finales del año 543 o principios del 544 el emperador Justiniano I emitió un edicto en el que los tres capítulos eran  anatematizados, con la esperanza de animar a los  ortodoxos orientales a aceptar las decisiones del Concilio de Calcedonia y del Tomo del Papa León I, trayendo así la armonía religiosa al Imperio bizantino. Sin embargo, Evagrio nos dice que Theodorus Ascidas, el líder de los origenistas, había planteado la cuestión de los Tres Capítulos para desviar a Justiniano de una persecución de su partido. Liberato añade que Teodoro Ascidas deseaba vengarse de la memoria de Teodoro de Mopsuestia, que había escrito mucho contra Orígenes. En su carta a Vigilio, Domiciano, obispo de Ancyra, informa de la misma historia de intriga.
Aunque los canonistas católicos admiten que se pueden encontrar errores teológicos, y en el caso de Teodoro muy graves, en los escritos, los errores de Teodoreto e Ibas se debieron principalmente, aunque no totalmente, a una mala interpretación del lenguaje de Cirilo de Alejandría. Sin embargo, estos errores no facilitan la decisión de la condena, pues no había buenos precedentes para tratar con dureza la memoria de hombres que habían muerto en paz con la Iglesia. Facundo de Hermiana, obispo de Hermiane, señaló en su Defensio trium capitulorum que san  Cipriano había errado sobre el rebautismo de los herejes, pero a nadie se le ocurrió anatematizarlo. La condena de los "Tres Capítulos" fue exigida principalmente para apaciguar a los opositores al Concilio de Calcedonia. Tanto Ibas como Teodoreto habían sido privados de sus obispados por herejes condenados, y ambos fueron restaurados por el Concilio de Calcedonia al anatematizar a Nestorio.

## La adhesión
Los principales obispos orientales fueron coaccionados, tras una breve resistencia, a suscribir. Menas, Patriarca de Constantinopla, primero protestó que firmar era condenar el Concilio de Calcedonia, y luego cedió, ya que le dijo a Esteban, el apocrisarius (diplomático eclesiástico) romano en Constantinopla, que su adhesión le sería devuelta si el Papa la desaprobaba.[cita requerida] Esteban y  Dacio, Obispo de Milán, que estaba entonces en Constantinopla, rompieron la comunión con él.  Zoilo, Patriarca de Alejandría,  Efraín Patriarca de Antioquía y  Pedro,  Patriarca de Jerusalén, todos cedieron tras una breve resistencia. De los demás obispos los que suscribieron fueron recompensados, los que se negaron fueron depuestos o tuvieron que "ocultarse".
Mientras que la resistencia de los obispos de lengua griega se derrumbó, los de lengua latina, como Dacio de Milán y Facundo, que estaban entonces en Constantinopla, se mantuvieron firmes. Su actitud general está representada en dos cartas que aún se conservan. La primera es de un obispo africano llamado  Ponciano, en la que suplica al emperador que retire los Tres Capítulos sobre la base de que su condena golpeó en el Concilio de Calcedonia. El otro es el del diácono cartaginés Ferrandus; su opinión como canonista más erudito fue pedida por el diácono romano Pelagio (posteriormente papa, en este momento firme defensor de los Tres Capítulos) y Anatolio. Se aferró a la epístola de Ibas: si ésta fue recibida en Calcedonia, anatematizarla ahora era condenar el concilio. Un uso aún más fuerte de la benevolencia del concilio hacia esta epístola fue hecho por Facundo en una de las conferencias celebradas por el  Virgilio antes de emitir su Iudicatum. Deseaba que protegiera la memoria de Teodoro de Mopsuestia porque Ibas había hablado de él en términos de elogio (Cont. Moc.). Cuando Vigilio llegó a Constantinopla en enero de 547, Italia, África, Cerdeña, Sicilia y las partes de Iliria y Grecia por las que viajó se oponían ferozmente a la condena de los Tres Capítulos.
El asunto se complicó aún más por el hecho de que los obispos de habla latina, Vigilio entre ellos, eran en su mayoría ignorantes del griego y por lo tanto incapaces de juzgar los escritos incriminados por sí mismos. El Papa Pelagio II, en su tercera epístola a Elías, probablemente redactada por el futuro Papa Gregorio I, atribuye todos los problemas a esta ignorancia. Esta desventaja debe ser recordada al juzgar la conducta de Vigilio. Llegó a Constantinopla muy decidido en sus opiniones, y su primera medida fue excomulgar a Mennas. Pero debió sentir que se le cortaba el suelo bajo sus pies cuando se le proporcionaron traducciones de algunos de los pasajes más cuestionables de los escritos de Teodoro. En 548 publicó su Iudicatum, en el que se condenaban los Tres Capítulos, y luego lo retiró temporalmente cuando la tormenta que levantó demostró lo mal preparados que estaban los latinos para ello. Él y Justiniano acordaron convocar un concilio general, en el que Vigilio se comprometió a llevar a cabo la condena de los Tres Capítulos, pero el emperador rompió su promesa emitiendo otro edicto que condenaba los Capítulos. Vigilio tuvo que refugiarse dos veces, primero en la Basílica de San Pedro, y luego en la Iglesia de Santa Eufemia en Calcedonia, desde donde emitió una  Carta encíclica describiendo el trato que había recibido. Se llegó a un acuerdo y Vigilio aceptó la celebración de un concilio general, pero pronto retiró su consentimiento. No obstante, se celebró el el concilio, que tras negarse a aceptar el Constitutum de Vigilio, condenó los Tres Capítulos. Finalmente, Vigilio sucumbió, suscribió el concilio y fue liberado. Pero murió antes de llegar a Italia, dejando a su sucesor Pelagio la tarea de ocuparse del cisma en Occidente.

## El cisma de Occidente
Los obispos de  Aquilea, Milán y de la península de Istria se negaron a condenar los Tres Capítulos, argumentando que hacerlo sería traicionar a Calcedonia. A su vez, fueron anatematizados por el Concilio. Mientras tanto, como estos obispos y la mayoría de sus sufragáneos pronto se convertirían en súbditos de los lombardos en 568, estarían fuera del alcance de la coacción del Exarca en Rávena bizantino, y podrían continuar con su disidencia.
Sin embargo, el obispo de Milán renovó la comunión con Roma tras la muerte del obispo Fronto hacia el año 581. Como había huido de los lombardos para refugiarse en Génova, su sucesor, Lorenzo, dependía del apoyo del Bizantino por lo que suscribió la condena.
En el año 568, el obispo cismático de Aquilea había huido de hecho ocho millas al sur, a Grado controlado por los bizantinos.  Los bizantinos les permitieron la libertad y el arzobispo Elías, ya llamado patriarca por sus sufragáneos, construyó una catedral bajo la advocación de  Santa Eufemia como declaración descarada de su adhesión al cisma ya que fue la iglesia de Santa Eufemia en la que se aprobaron las sesiones del Concilio de Calcedonia.  Los intentos de conciliación de Gregorio Magno, casi al final de su pontificado, y especialmente a través de la reina lombarda, Teodelinda, empezaron a tener algún efecto.  Así, en el año 606, murió el sucesor de Elías Severo y hubo muchos clérigos favorables a la reconciliación.  Los bizantinos los animaron a elegir a Candidiano, quien una vez elegido restableció rápidamente la comunión.  Sin embargo, algunos clérigos inconformes huyeron a Aquilea continental bajo la protección de los lombardos y eligieron a un Juan como obispo rival que mantuvo el cisma.  Así, el cisma se profundizó ahora en líneas políticas lombardo-romanas.   Columbano participó en el primer intento de resolver esta división a través de la mediación en el año 613.  El obispo de la "vieja" Aquilea terminó formalmente el cisma en el  Sínodo de Aquilea en el 698, sólo después de que los lombardos abrazaran la ortodoxia en el siglo VII. La división del Patriarcado de Aquilea contribuyó a la evolución del Patriarca de Grado en el actual Patriarca de Venecia.
Las iglesias del Reino Visigodo de España donde Recaredo I se había convertido poco antes, nunca aceptaron el concilio; cuando la noticia del posterior Tercer Concilio de Constantinopla les fue comunicada por Roma fue recibida como el quinto concilio ecuménico, no el sexto. Isidoro de Sevilla, en su Crónica y en su De Viris Illustribus, juzgaba a Justiniano tirano y perseguidor de los ortodoxos y admirador de la herejía, contrastando con Facundo de Hermiane y Víctor de Tunnuna, que fue considerado un mártir.

## Su efecto en Oriente
A pesar de las intenciones de Justiniano, este edicto tuvo un efecto insignificante en Oriente. En las décadas que siguieron a la muerte de Justiniano, los cristianos locales estaban más preocupados por su seguridad en las guerras, primero contra un resurgido Persia, y después contra el los árabes, que llegaron a controlar permanentemente los territorios más allá de los Montes Tauro en la década de 630. Los cristianos de esas regiones se adhirieron a los edictos proclamados en Constantinopla y Roma, manteniendo con determinación sus propias creencias no calcedonianas, o se convirtieron al islam.

## Efecto posterior
Este acontecimiento es uno de los varios citados a menudo para refutar el concepto de Infalibilidad papal, que sostiene que ciertos tipos de proclamaciones públicas oficiales hechas por el Papa sobre la doctrina son sin error. Sin embargo, la condena de escritos o personas específicas es considerada por la Iglesia católica como una cuestión de juicio prudencial y no se garantiza que sea infalible.[cita requerida]